# 보하이 터널

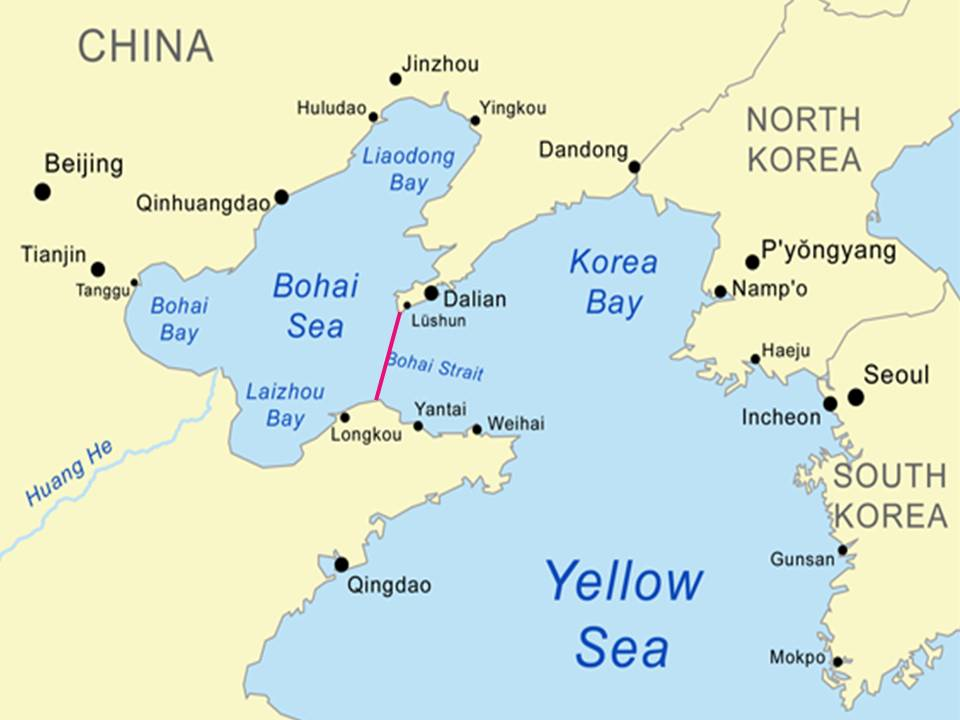
보하이 터널 프로젝트(붉은 선)

보하이 터널 혹은 다롄-옌타이 터널 프로젝트는 랴오둥반도의 다롄부터 산둥반도의 옌타이까지를 해저로 연결하는 터널 공사 계획이다.
보하이해를 가로지르는 터널은 연장 123km로 계획되어 있으며 그중 90km는 물속으로 연결될 예정이다. 계획대로 완공된다면 일본의 세이칸 터널과 영국과 프랑스 사이의 채널 터널의 연장을 넘어서 세계에서 가장 긴 해저 터널이 된다.
예상되는 프로젝트의 사업비용은 2천억 위안이며 2014년 8월 19일 발표한 "동북지역 진흥에 관한 중대정책 조치에 관한 의견"에 따르면 제13차 5개년 경제발전계획'(2016∼2020년) 기간 중 착공할 것으로 예상된다.

## 같이 보기
- 강주아오 대교
- 대만 해협 해저 터널 프로젝트
- 충저우 해협
- 세이칸 터널
- 한일 해저 터널